# グナエウス・ドミティウス・カルウィヌス・マクシムス
グナエウス・ドミティウス・カルウィヌス・マクシムス（ラテン語: Gnaeus Domitius Calvinus Maximus、生没年不詳）は紀元前3世紀初頭の共和政ローマの政治家・軍人。紀元前283年に執政官（コンスル）、紀元前280年には独裁官（ディクタトル）と監察官（ケンソル）を務めた。

## 出自
プレブス（平民）であるドミティウス氏族の出身。父および祖父のプラエノーメン（第一名、個人名）もグナエウスである。父のグナエウスは紀元前332年の執政官グナエウス・ドミティウス・カルウィヌスである。

## 経歴

### アエディリス・クルリス（紀元前299年）
大プリニウスによれば、カルウィヌスはガイウス・ポエテリウスと共に紀元前304年の上級按察官（アエディリス・クルリス）選挙に立候補したが、父が元執政官であったにもかかわらず、グナエイウス・フルウィウスとクィントゥス・アニキウス・プラエネスティウスに敗れた。5年後の紀元前299年、マクシムスは同僚のプレブス、スプリウス・カルウィリウス・マクシムスと共にアエディリス・クルリスに就任したとする、紀元前133年の執政官ルキウス・カルプルニウス・ピソ・フルギの説をリウィウスは紹介しているが、現代の歴史家はこの時代にプレブス二人が上級按察官に就任した事を疑っている。

### 執政官（紀元前283年）
紀元前283年、カルウィヌスは執政官に就任。同僚執政官はプブリウス・コルネリウス・ドラベッラであった。執政官任期の開始早々、前年の執政官ルキウス・カエキリウス・メテッルス・デンテルが法務官（プラエトル）としてインペリウム（軍事指揮権）を所有し、ガリア人（セネノス族と思われる）と戦ったがアレティウムの戦いで敗北、戦死した。マニウス・クリウス・デンタトゥスが後任となり、ガリア人との交渉を開始した。加えて、同僚執政官のドラベッラは、ローマの敗北後に反乱したエトルリアに対する作戦の準備を行った。一方でカルウィヌス・マクシムスの役割は不明である。おそらくはローマに留まり、ガリアが侵攻してきた場合に備えて防衛準備を行っていたと想定される。
デンタトゥスがセネノス族に送った使者が殺害されたとの報告を受けると、ローマはセネノス族に軍を向け、これに勝利した。続いては彼らの土地に侵攻して略奪を行った。ポリュビオスによると、ガリア人のボイイ族はセネノス族と同じ運命に陥ることを恐れ、エトルリアと同盟してローマに侵攻し、ローマの北70キロメートルのウァディモ湖まで迫った。アッピアノスによれば、カルウィヌスが連合軍に勝利したウァディモ湖の戦いで軍の指揮を執り、ドラベッラがセネノス族領土（アゲル・ガリクス）を略奪したとする。しかしながら、実際には北イタリアから戻ったドラベッラがウァディモ湖でも軍を指揮したと思われる。カルウィヌスの軍もセネノス族の傭兵で補強されていたエトルリア軍に勝利した。凱旋式のファスティのこの部分は欠落しているが、両執政官はその勝利を祝って凱旋式を実施したとされる。カルウィヌスのアグノーメン（第四名、添え名）のマクシムスは、この勝利に由来すると思われる。

### 独裁官（紀元前280年）
カピトリヌスのファスティによれば、カルウィヌスは紀元前280年に任命されている。副官の名前はファスティが破損しており不明。エペイロス王ピュロスとの戦争のために両執政官が出征しており、翌年の選挙のための民会を開催することが目的であった。

### 監察官（紀元前280年）
独裁官としての務めを終えると、カルウィヌスは監察官に就任した。同僚はおそらくルキウス・コルネリウス・スキピオ・バルバトゥスであったと思われる。カルフィヌスはルストゥルムの儀式（en、監察官が行う5年の一度の清めの儀式）を行った最初のプレブス監察官であった。

## 参考資料
- ティトゥス・リウィウス 著、毛利晶 訳『ローマ建国以来の歴史 4』京都大学学術出版会、2014年。
- ガイウス・プリニウス・セクンドゥス『博物誌』
- ポリュビオス『歴史
- アッピアノス『ローマ史』
- T. Robert S. Broughton (The American Philological Association), The Magistrates of the Roman Republic: Volume I, 509 BC - 100 BC , New York Press of Case Western Reserve University (leveland, Ohio), coll.  "Philological Monographs, number XV, volume I,"1951, 578  p.
- T. Robert S. Broughton , "  Candidates Defeated in Roman elections: some Ancient Roman" Also-Rans '  ' , Transactions of the American Philosophical Society , American Philosophical Society, vol.  81, n o  4,1991, p.  1-64
- T. Corey Brennan , "  M 'Curius Dentatus and the Praetor's Right to Triumph  " , Historia: Zeitschrift für Alte Geschichte , Franz Steiner Verlag, vol.  43, n o  4,1994, p.  423-439